# Тугыл (Тарбагатайский район)
Тугыл (каз. Тұғыл, до 1992 г. — Приозёрный) — село (ранее посёлок городского типа) в Тарбагатайском районе Восточно-Казахстанской области Казахстана. Административный центр Тугыльского сельского округа. Находится между устий рек Тайжузген, Кусты и Кабыргатал, примерно в 105 км к востоку от районного центра, села Аксуат. Код КАТО — 635863100.
Здесь расположено крупнейшее в Республике Казахстан предприятие по лову рыбы и выпуску рыбной продукции «Жайсанбалык».

## Население
В 1999 году население села составляло 7483 человека (3957 мужчин и 3526 женщин). По данным переписи 2009 года, в селе проживали 4744 человека (2340 мужчин и 2404 женщины).